# Romain Grosjean
Romain Grosjean (ur. 17 kwietnia 1986 w Genewie) – francuski kierowca wyścigowy, mistrz serii GP2 z sezonu 2011, kierowca Formuły 1 w zespole Haas. Zwycięzca Race of Champions z 2012 roku.

## Życiorys

### Formuła Renault
Grosjean w roku 2001 zdobył Mistrzostwo Francji ICA. Dwa lata później został mistrzem Szwajcarskiej Formuły Renault 1600, z dorobkiem 10 zwycięstw oraz 10 pole position, na 10 wyścigów. W kolejnym sezonie startował we francuskiej oraz europejskiej Formule Renault, w zespole SG Formula. Zmagania w nich zakończył odpowiednio na 7. i 15. miejscu w końcowej klasyfikacji. W 2005 roku zdominował francuską serię, wygrywając po drodze dziesięć wyścigów. W europejskim cyklu również nastąpił progres. Zdołał wówczas dwukrotnie stanąć na podium, a w klasyfikacji generalnej zajął 12. pozycję.

### Europejska i Brytyjska Formuła 3
W sezonie 2005 podpisał kontrakt z francuskim zespołem Signature-Plus, na udział w prestiżowym wyścigu o Grand Prix Makau. Debiutancki udział zakończył na 9. lokacie. W roku 2006 kontynuował współpracę z francuskim zespołem, w Formuła 3 Euro Series. W całym sezonie raz stanął na podium, a w ogólnej punktacji zajął 13. miejsce. W drugim roku startów w Pucharze Kontynentalnym, w tym samym zespole, rywalizację ukończył na 5. miejscu. Gościnnie wystąpił również w Brytyjskiej Formule 3, gdzie nieoczekiwanie zdominował weekend, wygrywając oba wyścigi. Te wyniki skłoniły szefostwo mistrzowskiego teamu ASM Formule 3 (obecnie ART Grand Prix) do zatrudnienia go w głównym zespole. Ostatecznie nie zawiódł oczekiwań zespołu, pewnie sięgając po tytuł mistrzowski (największym rywalem Francuza w walce o tytuł był Szwajcar Sébastien Buemi). W tym czasie dwanaście razy stanął na podium, z czego sześciokrotnie zwyciężył. Pomimo sukcesu w najlepszej serii z cyklu F3, w wyścigu o nieoficjalne mistrzostwo świata Formuły 3, na torze Guia Circuit, zajął dopiero 8. pozycję.

### GP2 i Auto GP

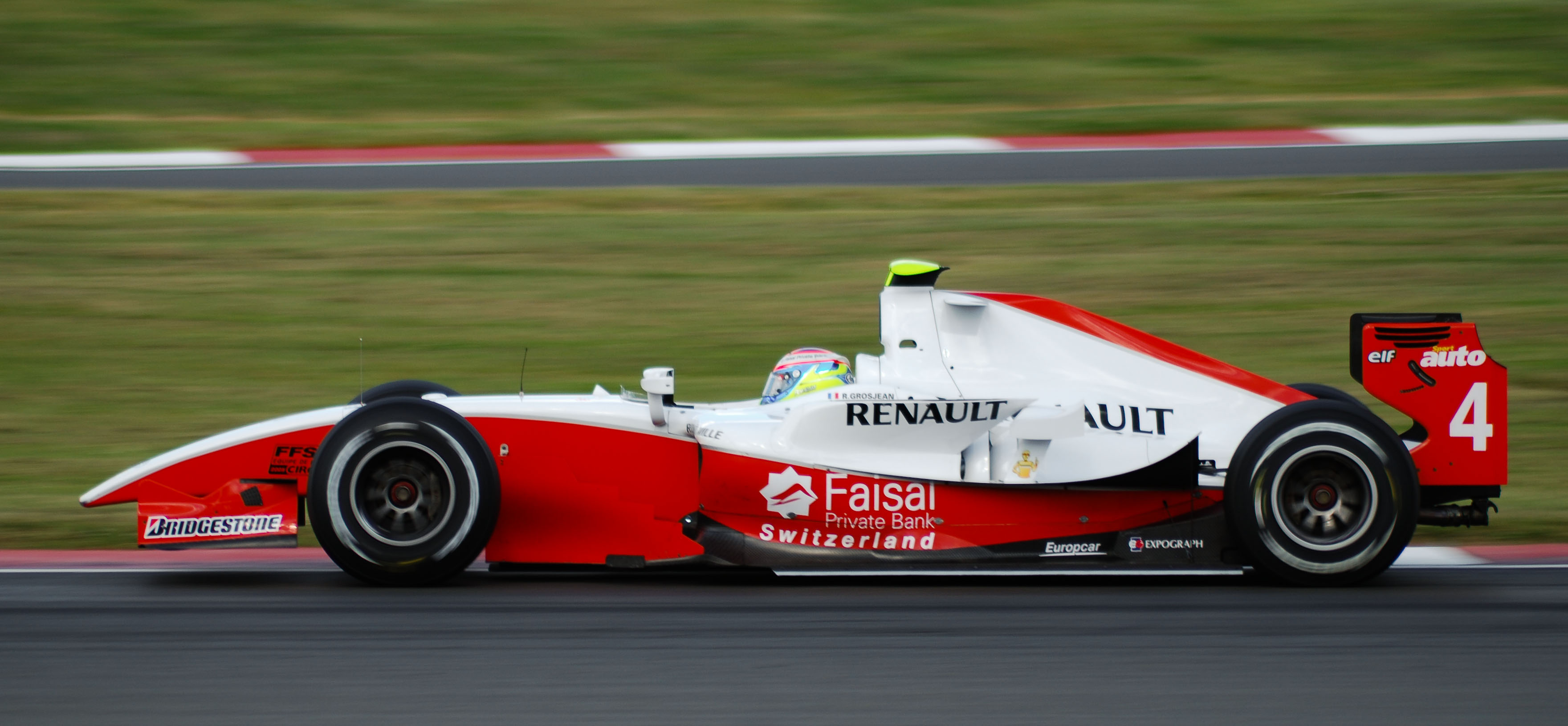
Romain Grosjean podczas wyścigu GP2 na torze Silverstone (2008)

W roku 2008 awansował do bezpośredniego przedsionka Formuły 1 – serii GP2 – gdzie również reprezentował ART Grand Prix. Współpracę z francuskim zespołem rozpoczął od startów w nowo utworzonej Azjatyckiej Serii GP2. Przez cały sezon zdecydowanie prowadził w klasyfikacji generalnej, dzięki czemu bez problemu zdobył mistrzostwo, pięć razy przy tym stając na podium (w tym czterokrotnie na najwyższym stopniu i czterokrotnie zdobywając pole position). Ponownie największym rywalem Grosjeana był Szwajcar Buemi.
Sezon w głównym cyklu był obiecujący w wykonaniu Francuza, aczkolwiek trudny dla niego. W ciągu dwudziestu wyścigów sześciokrotnie stanął na podium, z czego dwukrotnie na najwyższym stopniu (w sprincie w Turcji oraz w wyścigu głównym w Belgii). Dobre wyniki przeplatały się jednak z wieloma problemami, w postaci kolizji i błędów kierowcy (miał przede wszystkim problemy ze zbyt agresywnym podejściem do ogumienia). Ostatecznie z niedużą stratą do tytułu wicemistrzowskiego, zmagania zakończył na bardzo dobrym 4. miejscu.

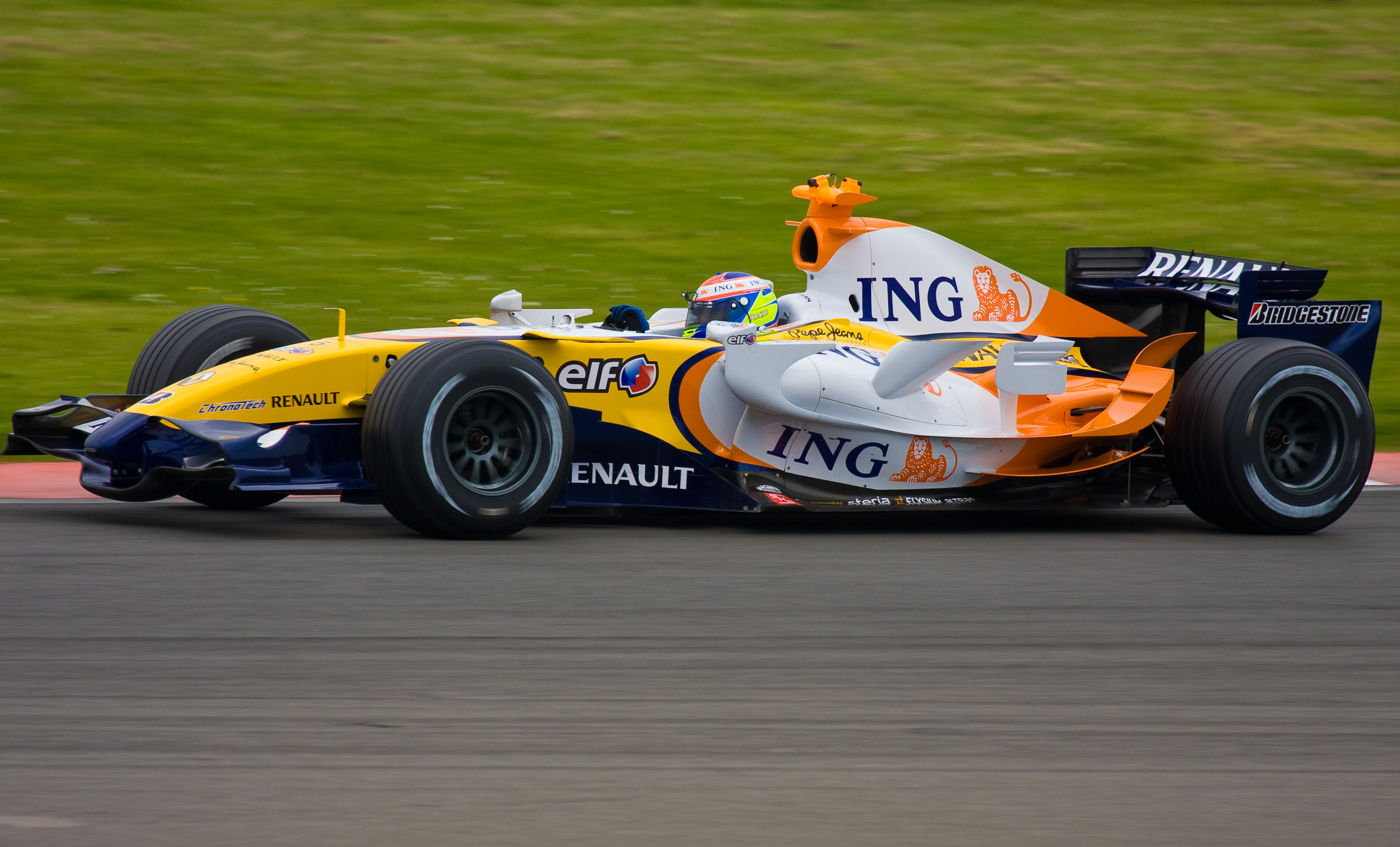
Romain Grosjean na torze Silverstone Circuit w bolidzie Renault R27 (czerwiec 2008)

Po zrezygnowaniu z obrony tytułu w Azjatyckiej GP2, odszedł z ART. W lutym 2009 roku, został potwierdzony, jako drugi, obok Rosjanina Witalija Pietrowa, kierowca mistrzowskiego zespołu Barwa International Addax (wcześniej Campos). Sezon rozpoczął znakomicie, od wygrania dwóch głównych wyścigów, w dwóch pierwszych rundach (w niedzielnej rywalizacji zajął dwukrotnie drugie miejsce). W kolejnych eliminacjach Francuzowi nie szło już tak dobrze, co było spowodowane nie tylko nie zawinionym kolizjom (m.in. ze swoim rodakiem Franckiem Pererą, który zresztą został za ten incydent wykluczony ze zmagań), ale również powracającym problemem z oponami. W ten też sposób Grosjean w pozostałych rundach nie stanął ani razu na podium, tracąc w efekcie prowadzenie w mistrzostwach. Ostatecznie z walki o tytuł wypadł po rundzie na Węgrzech, po tym, jak zastąpił we francuskim zespole Renault Brazylijczyka Nelsona Piqueta Jr. Nie przeszkodziło to jednak w zajęciu i tak wysokiej 4. lokaty.
W sezonie 2010 Grosjean po braku szans na starty w F1, postanowił zaangażować się w nowo utworzoną serię Auto GP (jeździł dla ekipy DAMS). Pomimo nie uczestnictwa w dwóch pierwszych rundach, pewnie sięgnął po tytuł mistrzowski. W ciągu ośmiu wyścigów, Francuz siedmiokrotnie stanął na podium, z czego cztery razy na najwyższym stopniu (jednego wyścigu nie ukończył). W okresie wakacyjnym Grosjean dostał szansę startów w serii GP2, od francuskiej ekipy, w zastępstwie Belga Jerome'a d'Ambrosio. Na niemieckim torze Hockenheimring, nie spisał się jednak najlepiej, będąc sklasyfikowanym w drugiej dziesiątce. Do kokpitu powrócił, na trzy ostatnie rundy sezonu, tym razem zastępując słabo prezentującego się Ho-Pin Tunga. W ciągu sześciu wyścigów Grosjean czterokrotnie dojechał na punktowanym miejscu, w tym dwukrotnie na podium (zajął wówczas dwa razy trzecią lokatę, w wyścigu głównym w Belgii oraz w sprincie w Abu Zabi). Uzyskane punkty sklasyfikowały reprezentanta Francji na 14. pozycji w generalnej klasyfikacji.
W roku 2011 Grosjean został etatowym zawodnikiem francuskiego zespołu. Sezon rozpoczął od startów w azjatyckim cyklu. Po raz drugi w karierze sięgnął w tej serii po tytuł mistrzowski, stając na podium w dwóch z czterech rozegranych wyścigów (wygrał pierwszy wyścig na włoskiej Imoli).
Sukces powtórzył także w europejskiej edycji. W trakcie zmagań aż dziesięciokrotnie stanął na podium, z czego pięć razy na najwyższym stopniu. Jedyne pole position uzyskał na tureckim Istanbul Park, a w sześciu wyścigach uzyskał najlepszy czas okrążenia.

### Formuła 1

#### 2009: Renault

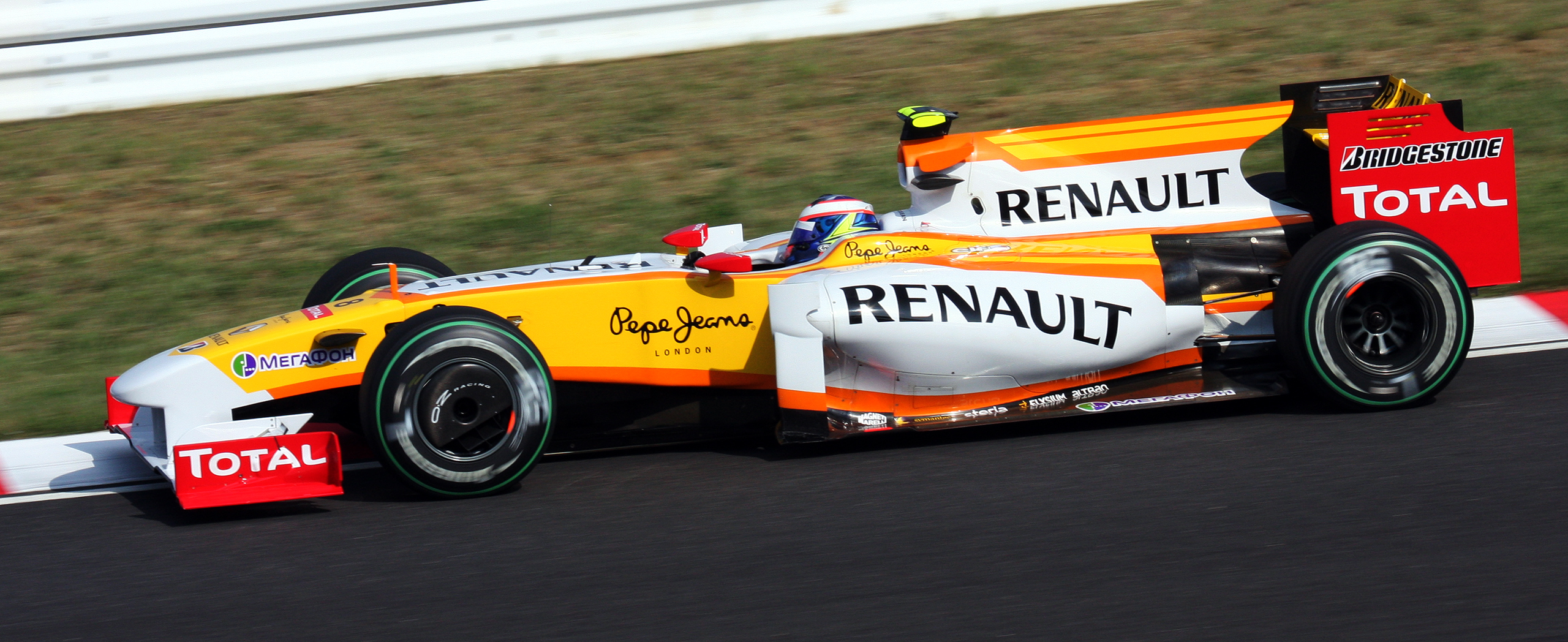
Romain Grosjean podczas Grand Prix Japonii (2009)

Po Grand Prix Węgier 2009, Grosjean został wybrany na następcę Nelsona Piqueta Jr, w zespole Renault. Brak odpowiedniego przygotowania do debiutu (Francuz nie przejechał dużej ilości kilometrów bolidem F1) oraz wyjątkowo słabe osiągi bolidu (po aferze "crash-gate", ekipa straciła głównego sponsora ING, inżyniera Pata Symmondsa oraz szefa Flavio Briatore), spowodowane brakiem rozwoju, odcisnęły piętno na rezultatach Grosjeana. W ciągu siedmiu wyścigów Francuz ani razu nie zdobył punktów, najlepiej spisując się podczas Grand Prix Brazylii, gdzie zajął 13. miejsce. Dodatkowym problemem Grosjeana było również nieumiejętne dbanie o ogumienie, w efekcie czego nie był w stanie osiągnąć przyzwoitego wyniku.

#### 2011–2015: Lotus

##### 2011
W sezonie 2011, został rezerwowym kierowcą zespołu Lotus Renault GP.

##### 2012

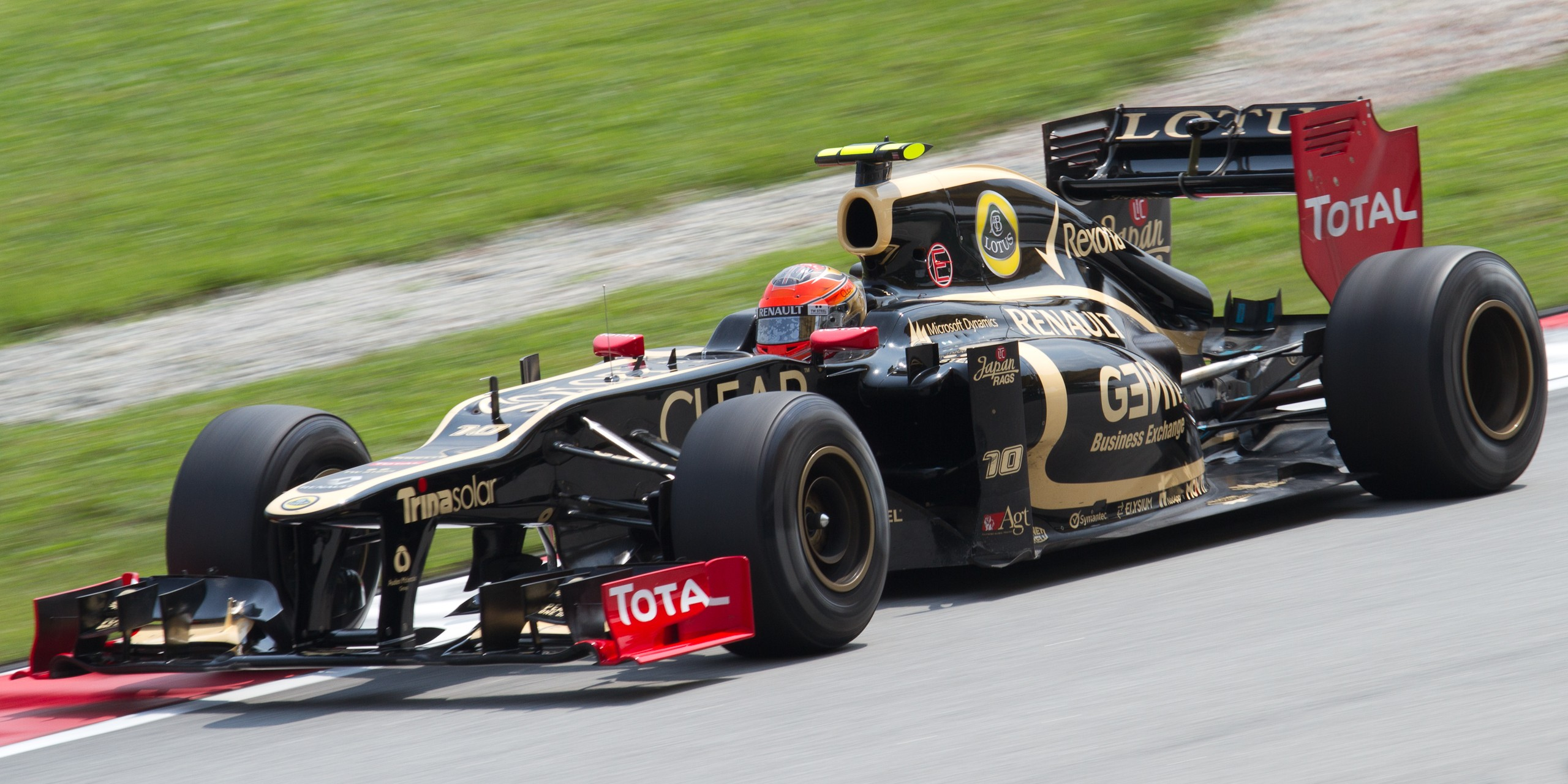
Romain Grosjean podczas Grand Prix Malezji w bolidzie Lotus E20 (2012)

9 grudnia 2011 ogłoszono zakontraktowanie Grosjeana na sezon 2012 w zespole Lotus. Éric Boullier wyraził zadowolenie występami Francuza w sesjach treningowych Formuły 1 oraz zdobycia tytułu w GP2 w sezonie 2011 i tym uzasadnił przydzielenie mu miejsca w zespole obok Räikkönena. W kwalifikacjach do pierwszego wyścigu sezonu, Grand Prix Australii zajął trzecie miejsce, co zapewniło mu pierwszy w karierze start z drugiego rzędu.
Podczas wyścigu o GP Belgii na starcie Grosjean doprowadził do bardzo groźnego wypadku po którym został zawieszony na jeden wyścig.

##### 2013
W sezonie 2013 Francuz kontynuował starty z brytyjska ekipą Lotus F1 Team. Nadal jednak regularnie spisywał się nieco gorzej niż jego partner zespołowy Kimi Räikkönen. Z wyścigu na wyścig spisywał się coraz lepiej, plasując się na najniższym stopniu podium w Bahrajnie, Niemczech, Korei Południowej oraz Japonii. Podczas Grand Prix Stanów Zjednoczonych zacięcie walczył o zwycięstwo, ostatecznie jednak uległ mistrzowi świata Sebastianowi Vettelowi. Ostatecznie uzbierane 132 punkty dały mu najwyższe w karierze siódme miejsce w klasyfikacji generalnej.

##### 2014

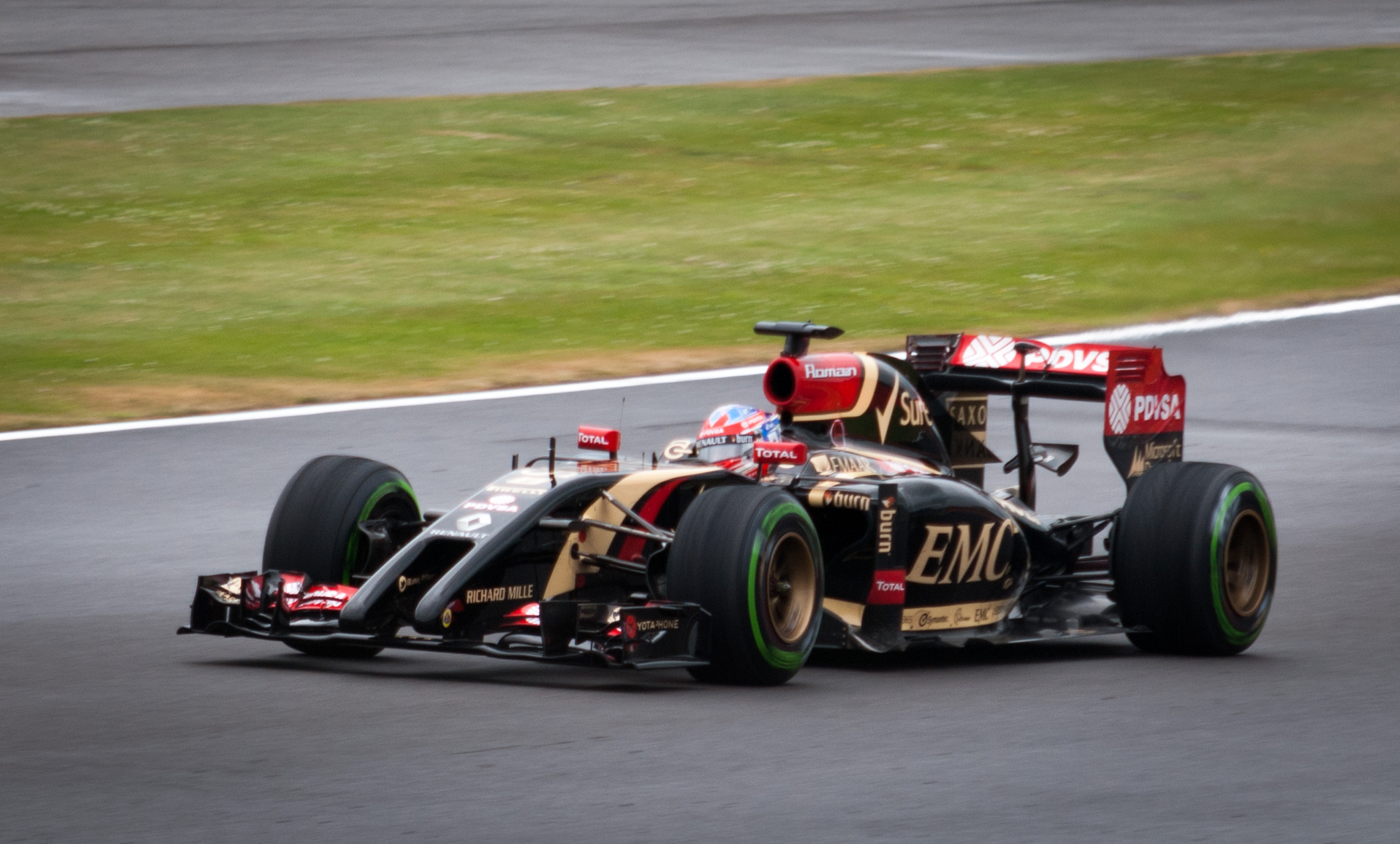
Romain Grosjean podczas Grand Prix Wielkiej Brytanii w bolidzie Lotus E22 (2014)

Na sezon 2014 Grosjean przedłużył kontrakt z brytyjska ekipą Lotus F1 Team. Jednak po zmianach regulaminowych ekipa ta wyraźnie straciła swoją formę z poprzedniego sezonu. Ponadto z początkiem sezonu w ich bolidzie wystąpiły problemy z silnikiem, przez co Grosjean nie ukończył Grand Prix Australii. W kolejnych wyścigach zajmował miejsca tuż poza czołową dziesiątka, a w Hiszpanii i Monako Francuz zdobywał punkty za ósme miejsca. Pozostałe wyścigi do końca sezonu przebiegały dla Grosjeana pod znakiem walki w środku stawki, która nie pozwalała na zdobycze punktowe. Z dorobkiem ośmiu punktów został sklasyfikowany na czternastej pozycji w końcowej klasyfikacji kierowców.

## Wyniki

### Formuła 1
| Legenda oznaczeń w tabelach wyników Wyświetl szablon na nowej stronie | Legenda oznaczeń w tabelach wyników Wyświetl szablon na nowej stronie                                                                     |
| Oznaczenie                                                            | Wyjaśnienie |
| --------------------------------------------------------------------- | --- |
| Złoty                                                                 | Zwycięzca lub mistrzostwo |
| Srebrny                                                               | 2. miejsce lub wicemistrzostwo |
| Brązowy                                                               | 3. miejsce lub II wicemistrzostwo |
| Zielony                                                               | Ukończył, punktował (w klasyfikacji generalnej, gdy zdobył co najmniej jeden punkt na przestrzeni sezonu, poza trzema powyższymi opcjami) |
| Niebieski                                                             | Ukończył, nie punktował (w klasyfikacji generalnej, gdy nie zdobył co najmniej jednego punktu na przestrzeni sezonu)                      |
| Czerwony                                                              | Nie zakwalifikował się (NZ) |
| Czerwony                                                              | Nie prekwalifikował się (NPK) |
| Różowy                                                                | Nie ukończył (NU) |
| Różowy                                                                | Niesklasyfikowany (NS) (w klasyfikacji generalnej, gdy nie został sklasyfikowany w żadnym wyścigu sezonu)                                 |
| Czarny                                                                | Zdyskwalifikowany (DK) |
| Czarny                                                                | Wykluczony (WYK/EX) |
| Biały                                                                 | Nie wystartował (NW) |
| Biały                                                                 | Kontuzjowany (K/INJ) |
| Biały                                                                 | Wyścig odwołany (OD/C) |
| Bez koloru                                                            | Został wycofany (WYC/WD) |
| Bez koloru                                                            | Nie przybył (NP/DNA) |
| Bez koloru                                                            | Nie brał udziału w treningach (NT/DNP) |
| Bez koloru                                                            | Nie został zgłoszony (–) |
| Pogrubienie                                                           | Start z pole position |
| Kursywa                                                               | Najszybsze okrążenie wyścigu |
| †                                                                     | Nie ukończył, ale jego rezultat został zaliczony ze względu na przejechanie więcej niż 90% dystansu wyścigu.                              |
| *                                                                     | Sezon w trakcie |
| 1/2/3                                                                 | Punktowana pozycja w sprincie |
| Lista systemów punktacji Formuły 1                                    | |

| Sezon | Zespół                   | Samochód                       | Pozycje startowe / w wyścigach | Pozycje startowe / w wyścigach | Pozycje startowe / w wyścigach | Pozycje startowe / w wyścigach | Pozycje startowe / w wyścigach | Pozycje startowe / w wyścigach | Pozycje startowe / w wyścigach | Pozycje startowe / w wyścigach | Pozycje startowe / w wyścigach | Pozycje startowe / w wyścigach | Pozycje startowe / w wyścigach | Pozycje startowe / w wyścigach | Pozycje startowe / w wyścigach | Pozycje startowe / w wyścigach | Pozycje startowe / w wyścigach | Pozycje startowe / w wyścigach | Pozycje startowe / w wyścigach | Pozycje startowe / w wyścigach | Pozycje startowe / w wyścigach | Pozycje startowe / w wyścigach | Pozycje startowe / w wyścigach |
| Sezon | Zespół                   | Silnik                         | 1                              | 2                              | 3                              | 4                              | 5                              | 6                              | 7                              | 8                              | 9                              | 10                             | 11                             | 12                             | 13                             | 14                             | 15                             | 16                             | 17                             | 18                             | 19                             | 20                             | 21                             |
| 2009  |                          |                                | Australia                      | Malezja                        |                                | Bahrajn                        | Hiszpania                      | Monako                         | Turcja                         | Wielka Brytania                | Niemcy                         | Węgry                          | Unia Europejska                | Belgia                         | Włochy                         | Singapur                       | Japonia                        | Brazylia                       |                                |                                |                                |                                |                                |
| ----- | ------------------------ | ------------------------------ | ------------------------------ | ------------------------------ | ------------------------------ | ------------------------------ | ------------------------------ | ------------------------------ | ------------------------------ | ------------------------------ | ------------------------------ | ------------------------------ | ------------------------------ | ------------------------------ | ------------------------------ | ------------------------------ | ------------------------------ | ------------------------------ | ------------------------------ | ------------------------------ | ------------------------------ | ------------------------------ | ------------------------------ |
| 2009  | ING Renault F1 Team      | Renault R29                    | -                              | -                              | -                              | -                              | -                              | -                              | -                              | -                              | -                              | -                              | 14                             | 19                             | 12                             | 18                             | 18                             | 13                             | 19                             |                                |                                |                                |                                |
| 2009  | ING Renault F1 Team      | Renault RS27                   | -                              | -                              | -                              | -                              | -                              | -                              | -                              | -                              | -                              | -                              | 15                             | NU                             | 15                             | NU                             | 16                             | 13                             | 18                             |                                |                                |                                |                                |
| 2012  |                          |                                | Australia                      | Malezja                        |                                | Bahrajn                        | Hiszpania                      | Monako                         | Kanada                         | Unia Europejska                | Wielka Brytania                | Niemcy                         | Węgry                          | Belgia                         | Włochy                         | Singapur                       | Japonia                        | Korea Południowa               | Indie                          |                                | Stany Zjednoczone              | Brazylia                       |                                |
| 2012  | Lotus F1 Team            | Lotus E20                      | 3                              | 6                              | 10                             | 7                              | 3                              | 4                              | 7                              | 4                              | 9                              | 19                             | 2                              | 8                              | -                              | 8                              | 5                              | 7                              | 11                             | 9                              | 9                              | 8                              |                                |
| 2012  | Lotus F1 Team            | Renault RS27 2,4l V8           | NU                             | NU                             | 6                              | 3                              | 4                              | NU                             | 2                              | NU                             | 6                              | 18                             | 3                              | NU                             | -                              | 7                              | 19†                            | 7                              | 9                              | NU                             | 7                              | NU                             |                                |
| 2013  |                          |                                | Australia                      | Malezja                        |                                | Bahrajn                        | Hiszpania                      | Monako                         | Kanada                         | Wielka Brytania                | Niemcy                         | Węgry                          | Belgia                         | Włochy                         | Singapur                       | Korea Południowa               | Japonia                        | Indie                          |                                | Stany Zjednoczone              | Brazylia                       |                                |                                |
| 2013  | Lotus F1 Team            | Lotus E21                      | 8                              | 11                             | 6                              | 11                             | 6                              | 13                             | 22                             | 7                              | 5                              | 3                              | 7                              | 13                             | 3                              | 3                              | 4                              | 17                             | 6                              | 3                              | 6                              |                                |                                |
| 2013  | Lotus F1 Team            | Renault RS27-2013 2,4l V8      | 10                             | 6                              | 9                              | 3                              | NU                             | NU                             | 13                             | 19†                            | 3                              | 6                              | 8                              | 8                              | NU                             | 3                              | 3                              | 3                              | 4                              | 2                              | NU                             |                                |                                |
| 2014  |                          |                                | Australia                      | Malezja                        | Bahrajn                        |                                | Hiszpania                      | Monako                         | Kanada                         | Austria                        | Wielka Brytania                | Niemcy                         | Węgry                          | Belgia                         | Włochy                         | Singapur                       | Japonia                        | Rosja                          | Stany Zjednoczone              | Brazylia                       |                                |                                |                                |
| 2014  | Lotus F1 Team            | Lotus E22                      | 20                             | 16                             | 16                             | 10                             | 5                              | 14                             | 14                             | 16                             | 11                             | 15                             | 15                             | 15                             | 18                             | 16                             | 18                             | 16                             | PIT                            | 14                             | 14                             |                                |                                |
| 2014  | Lotus F1 Team            | Renault Energy F1-2014 1.6T V6 | NU                             | 11                             | 12                             | NU                             | 8                              | 8                              | NU                             | 14                             | 12                             | NU                             | NU                             | NU                             | 16                             | 13                             | 15                             | 17                             | 11                             | 17†                            | 13                             |                                |                                |
| 2015  |                          |                                | Australia                      | Malezja                        |                                | Bahrajn                        | Hiszpania                      | Monako                         | Kanada                         | Austria                        | Wielka Brytania                | Węgry                          | Belgia                         | Włochy                         | Singapur                       | Japonia                        | Rosja                          | Stany Zjednoczone              | Meksyk                         | Brazylia                       |                                |                                |                                |
| 2015  | Lotus F1 Team            | Lotus E22                      | 9                              | 10                             | 8                              | 10                             | 11                             | 11                             | 5                              | 10                             | 12                             | 10                             | 4                              | 8                              | 10                             | 8                              | 8                              | 13                             | 12                             | 15                             | 15                             |                                |                                |
| 2015  | Lotus F1 Team            | Mercedes-Benz PU106B 1.6T V6   | NU                             | 11                             | 7                              | 7                              | 8                              | 12                             | 10                             | NU                             | NU                             | 7                              | 3                              | NU                             | 13†                            | 7                              | NU                             | NU                             | 10                             | 8                              | 9                              |                                |                                |
| 2016  |                          |                                | Australia                      | Bahrajn                        |                                | Rosja                          | Hiszpania                      | Monako                         | Kanada                         | Unia Europejska                | Austria                        | Wielka Brytania                | Węgry                          | Niemcy                         | Belgia                         | Włochy                         | Singapur                       | Malezja                        | Japonia                        | Stany Zjednoczone              | Meksyk                         | Brazylia                       |                                |
| 2016  | Haas F1 Team             | Haas VF-16                     | 19                             | 9                              | 14                             | 15                             | 14                             | 15                             | 14                             | 11                             | 13                             | 13                             | 11                             | 20                             | 11                             | 17                             | 20                             | 12                             | 7                              | 17                             | PL                             | 7                              | 14                             |
| 2016  | Haas F1 Team             | Ferrari 061 1.6 V6 t           | 6                              | 5                              | 19                             | 8                              | NU                             | 13                             | 14                             | 13                             | 7                              | NU                             | 14                             | 13                             | 13                             | 11                             | NW                             | NU                             | 11                             | 10                             | 20                             | NW                             | 11                             |
| 2017  |                          |                                | Australia                      |                                | Bahrajn                        | Rosja                          | Hiszpania                      | Monako                         | Kanada                         | Azerbejdżan                    | Austria                        | Wielka Brytania                | Węgry                          | Belgia                         | Włochy                         | Singapur                       | Malezja                        | Japonia                        | Stany Zjednoczone              | Meksyk                         | Brazylia                       |                                |                                |
| 2017  | Haas F1 Team             | Haas VF-17                     | 6                              | 19                             | 9                              | 19                             | 14                             | 8                              | 14                             | 16                             | 6                              | 10                             | 14                             | 11                             | 20                             | 15                             | 16                             | 13                             | 12                             | 15                             | 11                             | 16                             |                                |
| 2017  | Haas F1 Team             | Ferrari 062 1.6 V6 t           | NU                             | 11                             | 8                              | NU                             | 10                             | 8                              | 10                             | 13                             | 6                              | 13                             | NU                             | 7                              | 15                             | 9                              | 13                             | 9                              | 14                             | 15                             | 15                             | 11                             |                                |
| 2018  |                          |                                | Australia                      | Bahrajn                        |                                | Azerbejdżan                    | Hiszpania                      | Monako                         | Kanada                         | Francja                        | Austria                        | Wielka Brytania                | Niemcy                         | Węgry                          | Belgia                         | Włochy                         | Singapur                       | Rosja                          | Japonia                        | Stany Zjednoczone              | Meksyk                         | Brazylia                       |                                |
| 2018  | Haas F1 Team             | Haas VF-18                     | 6                              | 13                             | 10                             | 20                             | 10                             | 18                             | 20                             | 10                             | 5                              | 8                              | 6                              | 10                             | 5                              | 6                              | 8                              | 9                              | 5                              | 8                              | 18                             | 8                              | 7                              |
| 2018  | Haas F1 Team             | Ferrari 062 EVO 1.6 V6 t       | NU                             | 13                             | 17                             | NU                             | NU                             | 15                             | 12                             | 11                             | 4                              | NU                             | 6                              | 10                             | 7                              | DK                             | 15                             | 11                             | 8                              | NU                             | 16                             | 8                              | 9                              |
| 2019  |                          |                                | Australia                      | Bahrajn                        |                                | Azerbejdżan                    | Hiszpania                      | Monako                         | Kanada                         | Francja                        | Austria                        | Wielka Brytania                | Niemcy                         | Węgry                          | Belgia                         | Włochy                         | Singapur                       | Rosja                          | Japonia                        | Meksyk                         | Stany Zjednoczone              | Brazylia                       |                                |
| 2019  | Rich Energy Haas F1 Team | Haas VF-19                     | 6                              | 11                             | 10                             | 14                             | 7                              | 13                             | 14                             | 16                             | 11                             | 14                             | 6                              | 9                              | 9                              | 13                             | 17                             | 8                              | 10                             | 18                             | 15                             | 7                              | 15                             |
| 2019  | Rich Energy Haas F1 Team | Ferrari 064 1.6 V6 t           | NU                             | NU                             | 11                             | NU                             | 10                             | 10                             | 14                             | NU                             | 16                             | NU                             | 7                              | NU                             | 13                             | 16                             | 11                             | NU                             | 13                             | 17                             | 15                             | 13                             | 15                             |
| 2020  |                          |                                | Austria                        |                                | Węgry                          | Wielka Brytania                | Wielka Brytania                | Hiszpania                      | Belgia                         | Włochy                         | Toskania                       | Rosja                          | Niemcy                         | Portugalia                     | Emilia-Romania                 | Turcja                         | Bahrajn                        | Bahrajn                        |                                |                                |                                |                                |                                |
| 2020  | Haas F1 Team             | Haas VF-20                     | 15                             | 20                             | 18                             | 19                             | 14                             | 17                             | 17                             | 16                             | 15                             | 16                             | 16                             | 18                             | 16                             | 19                             | 19                             | -                              | -                              |                                |                                |                                |                                |
| 2020  | Haas F1 Team             | Ferrari 065 1.6 V6 t           | NU                             | 13                             | 16                             | 16                             | 16                             | 19                             | 15                             | 12                             | 12                             | 17                             | 9                              | 17                             | 14                             | NU                             | NU                             | -                              | -                              |                                |                                |                                |                                |

### Seria GP2
| Legenda oznaczeń w tabelach wyników Wyświetl szablon na nowej stronie | Legenda oznaczeń w tabelach wyników Wyświetl szablon na nowej stronie                                                                     |
| Oznaczenie                                                            | Wyjaśnienie |
| --------------------------------------------------------------------- | --- |
| Złoty                                                                 | Zwycięzca lub mistrzostwo |
| Srebrny                                                               | 2. miejsce lub wicemistrzostwo |
| Brązowy                                                               | 3. miejsce lub II wicemistrzostwo |
| Zielony                                                               | Ukończył, punktował (w klasyfikacji generalnej, gdy zdobył co najmniej jeden punkt na przestrzeni sezonu, poza trzema powyższymi opcjami) |
| Niebieski                                                             | Ukończył, nie punktował (w klasyfikacji generalnej, gdy nie zdobył co najmniej jednego punktu na przestrzeni sezonu)                      |
| Czerwony                                                              | Nie zakwalifikował się (NZ) |
| Czerwony                                                              | Nie prekwalifikował się (NPK) |
| Różowy                                                                | Nie ukończył (NU) |
| Różowy                                                                | Niesklasyfikowany (NS) (w klasyfikacji generalnej, gdy nie został sklasyfikowany w żadnym wyścigu sezonu)                                 |
| Czarny                                                                | Zdyskwalifikowany (DK) |
| Czarny                                                                | Wykluczony (WYK/EX) |
| Biały                                                                 | Nie wystartował (NW) |
| Biały                                                                 | Kontuzjowany (K/INJ) |
| Biały                                                                 | Wyścig odwołany (OD/C) |
| Bez koloru                                                            | Został wycofany (WYC/WD) |
| Bez koloru                                                            | Nie przybył (NP/DNA) |
| Bez koloru                                                            | Nie brał udziału w treningach (NT/DNP) |
| Bez koloru                                                            | Nie został zgłoszony (–) |
| Pogrubienie                                                           | Start z pole position |
| Kursywa                                                               | Najszybsze okrążenie wyścigu |
| †                                                                     | Nie ukończył, ale jego rezultat został zaliczony ze względu na przejechanie więcej niż 90% dystansu wyścigu.                              |
| *                                                                     | Sezon w trakcie |
| 1/2/3                                                                 | Punktowana pozycja w sprincie |
| Lista systemów punktacji Formuły 1                                    | |

| Rok  | Zespół         | Wyniki w poszczególnych eliminacjach | Wyniki w poszczególnych eliminacjach | Wyniki w poszczególnych eliminacjach | Wyniki w poszczególnych eliminacjach | Wyniki w poszczególnych eliminacjach | Wyniki w poszczególnych eliminacjach | Wyniki w poszczególnych eliminacjach | Wyniki w poszczególnych eliminacjach | Wyniki w poszczególnych eliminacjach | Wyniki w poszczególnych eliminacjach | Wyniki w poszczególnych eliminacjach | Wyniki w poszczególnych eliminacjach | Wyniki w poszczególnych eliminacjach | Wyniki w poszczególnych eliminacjach | Wyniki w poszczególnych eliminacjach | Wyniki w poszczególnych eliminacjach | Wyniki w poszczególnych eliminacjach | Wyniki w poszczególnych eliminacjach | Wyniki w poszczególnych eliminacjach | Wyniki w poszczególnych eliminacjach | Punkty | Pozycja |
| ---- | -------------- | ------------------------------------ | ------------------------------------ | ------------------------------------ | ------------------------------------ | ------------------------------------ | ------------------------------------ | ------------------------------------ | ------------------------------------ | ------------------------------------ | ------------------------------------ | ------------------------------------ | ------------------------------------ | ------------------------------------ | ------------------------------------ | ------------------------------------ | ------------------------------------ | ------------------------------------ | ------------------------------------ | ------------------------------------ | ------------------------------------ | ------ | ------- |
| 2008 | ART Grand Prix | ESP                                  | ESP                                  | TUR                                  | TUR                                  | MON                                  | MON                                  | FRA                                  | FRA                                  | GBR                                  | GBR                                  | DEU                                  | DEU                                  | HUN                                  | HUN                                  | VAL                                  | VAL                                  | BEL                                  | BEL                                  | ITA                                  | ITA                                  | 62     | 4       |
| 2008 | ART Grand Prix | 5                                    | 13                                   | 2                                    | 1                                    | NU                                   | 10                                   | NU                                   | NU                                   | 5                                    | 8                                    | 2                                    | 4                                    | 17                                   | 12                                   | 3                                    | NU                                   | 1                                    | 9                                    | 4                                    | 3                                    | 62     | 4       |
| 2009 | Barwa Addax    | ESP                                  | ESP                                  | MON                                  | MON                                  | TUR                                  | TUR                                  | GBR                                  | GBR                                  | DEU                                  | DEU                                  | HUN                                  | HUN                                  | VAL                                  | VAL                                  | BEL                                  | BEL                                  | ITA                                  | ITA                                  | POR                                  | POR                                  | 45     | 4       |
| 2009 | Barwa Addax    | 1                                    | 2                                    | 1                                    | 17†                                  | NU                                   | 12                                   | 5                                    | 4                                    | 18†                                  | 5                                    | 10                                   | 4                                    | -                                    | -                                    | -                                    | -                                    | -                                    | -                                    | -                                    | -                                    | 45     | 4       |
| 2010 | DAMS           | ESP                                  | ESP                                  | MON                                  | MON                                  | TUR                                  | TUR                                  | VAL                                  | VAL                                  | GBR                                  | GBR                                  | DEU                                  | DEU                                  | HUN                                  | HUN                                  | BEL                                  | BEL                                  | ITA                                  | ITA                                  | ARE                                  | ARE                                  | 14     | 14      |
| 2010 | DAMS           | -                                    | -                                    | -                                    | -                                    | -                                    | -                                    | -                                    | -                                    | -                                    | -                                    | 20                                   | 19†                                  | -                                    | -                                    | 3                                    | 6                                    | 13                                   | 17                                   | 6                                    | 3                                    | 14     | 14      |
| 2011 | DAMS           | TUR                                  | TUR                                  | ESP                                  | ESP                                  | MON                                  | MON                                  | VAL                                  | VAL                                  | GBR                                  | GBR                                  | DEU                                  | DEU                                  | HUN                                  | HUN                                  | BEL                                  | BEL                                  | ITA                                  | ITA                                  |                                      |                                      | 89     | 1       |
| 2011 | DAMS           | 1                                    | 10                                   | DK                                   | 9                                    | 4                                    | 3                                    | 1                                    | NU                                   | 4                                    | 1                                    | 3                                    | 1                                    | 1                                    | 3                                    | 3                                    | 4                                    | 3                                    | 21                                   |                                      |                                      | 89     | 1       |

### Azjatycka Seria GP2
| Legenda oznaczeń w tabelach wyników Wyświetl szablon na nowej stronie | Legenda oznaczeń w tabelach wyników Wyświetl szablon na nowej stronie                                                                     |
| Oznaczenie                                                            | Wyjaśnienie |
| --------------------------------------------------------------------- | --- |
| Złoty                                                                 | Zwycięzca lub mistrzostwo |
| Srebrny                                                               | 2. miejsce lub wicemistrzostwo |
| Brązowy                                                               | 3. miejsce lub II wicemistrzostwo |
| Zielony                                                               | Ukończył, punktował (w klasyfikacji generalnej, gdy zdobył co najmniej jeden punkt na przestrzeni sezonu, poza trzema powyższymi opcjami) |
| Niebieski                                                             | Ukończył, nie punktował (w klasyfikacji generalnej, gdy nie zdobył co najmniej jednego punktu na przestrzeni sezonu)                      |
| Czerwony                                                              | Nie zakwalifikował się (NZ) |
| Czerwony                                                              | Nie prekwalifikował się (NPK) |
| Różowy                                                                | Nie ukończył (NU) |
| Różowy                                                                | Niesklasyfikowany (NS) (w klasyfikacji generalnej, gdy nie został sklasyfikowany w żadnym wyścigu sezonu)                                 |
| Czarny                                                                | Zdyskwalifikowany (DK) |
| Czarny                                                                | Wykluczony (WYK/EX) |
| Biały                                                                 | Nie wystartował (NW) |
| Biały                                                                 | Kontuzjowany (K/INJ) |
| Biały                                                                 | Wyścig odwołany (OD/C) |
| Bez koloru                                                            | Został wycofany (WYC/WD) |
| Bez koloru                                                            | Nie przybył (NP/DNA) |
| Bez koloru                                                            | Nie brał udziału w treningach (NT/DNP) |
| Bez koloru                                                            | Nie został zgłoszony (–) |
| Pogrubienie                                                           | Start z pole position |
| Kursywa                                                               | Najszybsze okrążenie wyścigu |
| †                                                                     | Nie ukończył, ale jego rezultat został zaliczony ze względu na przejechanie więcej niż 90% dystansu wyścigu.                              |
| *                                                                     | Sezon w trakcie |
| 1/2/3                                                                 | Punktowana pozycja w sprincie |
| Lista systemów punktacji Formuły 1                                    | |

| Rok  | Zespół         | Wyniki w poszczególnych eliminacjach | Wyniki w poszczególnych eliminacjach | Wyniki w poszczególnych eliminacjach | Wyniki w poszczególnych eliminacjach | Wyniki w poszczególnych eliminacjach | Wyniki w poszczególnych eliminacjach | Wyniki w poszczególnych eliminacjach | Wyniki w poszczególnych eliminacjach | Wyniki w poszczególnych eliminacjach | Wyniki w poszczególnych eliminacjach | Punkty | Pozycja |
| ---- | -------------- | ------------------------------------ | ------------------------------------ | ------------------------------------ | ------------------------------------ | ------------------------------------ | ------------------------------------ | ------------------------------------ | ------------------------------------ | ------------------------------------ | ------------------------------------ | ------ | ------- |
| 2008 | ART Grand Prix | ARE                                  | ARE                                  | IDN                                  | IDN                                  | MAL                                  | MAL                                  | BHR                                  | BHR                                  | ARE                                  | ARE                                  | 61     | 1       |
| 2008 | ART Grand Prix | 1                                    | 1                                    | 4                                    | 4                                    | 9                                    | 2                                    | 1                                    | NU                                   | 1                                    | NU                                   | 61     | 1       |
| 2011 | DAMS           | ARE                                  | ARE                                  | ITA                                  | ITA                                  |                                      |                                      |                                      |                                      |                                      |                                      | 24     | 1       |
| 2011 | DAMS           | 2                                    | NU                                   | 1                                    | 7                                    |                                      |                                      |                                      |                                      |                                      |                                      | 24     | 1       |

### Podsumowanie
| Sezon   | Seria                                   | Zespół                   | Wyścigi | PP | Zwycięstwo | Podium | NO | Punkty | Poz. koń. |
| ------- | --------------------------------------- | ------------------------ | ------- | -- | ---------- | ------ | -- | ------ | --------- |
| 2004    | Mistrzostwa Francji Formuły Renault 2.0 | SG Formula               | 14      | 2  | 1          | 4      | 4  | 130    | 7         |
| 2004    | Europejski Puchar Formuły Renault 2.0   | SG Formula               | 9       | 0  | 0          | 0      | 0  | 32     | 15        |
| 2005    | Mistrzostwa Francji Formuły Renault 2.0 | SG Formula               | 16      | 10 | 10         | 13     | 13 | 211    | 1         |
| 2005    | Europejski Puchar Formuły Renault 2.0   | SG Formula               | 8       | 0  | 0          | 2      | 0  | 28     | 12        |
| 2005    | Grand Prix Makau                        | Signature Plus           | 1       | 0  | 0          | 0      | 0  | N/A    | 9         |
| 2006    | Masters of Formula 3                    | Signature Plus           | 1       | 0  | 0          | 0      | 0  | N/A    | 5         |
| 2006    | Brytyjska Formuła 3                     | Signature Plus           | 2       | 2  | 2          | 2      | 2  | -      | NS        |
| 2006    | Formuła 3 Euro Series                   | Signature Plus           | 20      | 0  | 0          | 1      | 0  | 19     | 13        |
| 2006    | Grand Prix Makau                        | Signature Plus           | 1       | 0  | 0          | 0      | 0  | N/A    | 5         |
| 2007    | Masters of Formula 3                    | ASM Formule 3            | 1       | 1  | 0          | 0      | 0  | N/A    | 14        |
| 2007    | Grand Prix Makau                        | ASM Formule 3            | 1       | 0  | 0          | 0      | 0  | N/A    | 8         |
| 2007    | Formuła 3 Euro Series                   | ASM Formule 3            | 20      | 4  | 6          | 12     | 7  | 106    | 1         |
| 2008    | Azjatycka Seria GP2                     | ART Grand Prix           | 10      | 4  | 4          | 5      | 3  | 61     | 1         |
| 2008    | Seria GP2                               | ART Grand Prix           | 20      | 1  | 2          | 6      | 2  | 62     | 4         |
| 2009    | Seria GP2                               | Barwa Addax              | 12      | 3  | 2          | 3      | 2  | 45     | 4         |
| 2010    | Seria GP2                               | DAMS                     | 8       | 0  | 0          | 2      | 0  | 14     | 14        |
| 2010    | Auto GP                                 | DAMS                     | 8       | 3  | 4          | 7      | 4  | 58     | 1         |
| 2010    | FIA GT1 World Championship              | Matech Concepts          | 10      | 0  | 2          | 3      | 0  | 62     | 11        |
| 2010    | 24h Le Mans                             | Matech Concepts          | 1       | 0  | 0          | 0      | 0  | N/A    | NU        |
| 2010    | Spa 24 Hours                            | Gravity International    | 1       | 0  | 0          | 0      | 0  | N/A    | 16        |
| 2011    | Azjatycka seria GP2                     | DAMS                     | 4       | 2  | 1          | 2      | 2  | 24     | 1         |
| 2011    | Seria GP2                               | DAMS                     | 18      | 1  | 5          | 10     | 6  | 89     | 1         |
| 2012    | Formuła 1                               | Lotus F1 Team            | 19      | 0  | 0          | 3      | 1  | 96     | 8         |
| 2013    | Formuła 1                               | Lotus F1 Team            | 19      | 0  | 0          | 6      | 0  | 132    | 7         |
| 2014    | Formuła 1                               | Lotus F1 Team            | 19      | 0  | 0          | 0      | 0  | 8      | 14        |
| 2015    | Formuła 1                               | Lotus F1 Team            | 19      | 0  | 0          | 0      | 1  | 51     | 11        |
| 2016    | Formuła 1                               | Haas F1 Team             | 21      | 0  | 0          | 0      | 0  | 29     | 13        |
| 2016–17 | Trophée Andros – klasa Elite Pro        | DA Racing                | 2       | 1  | 1          | 1      | 1  | 106    | 14        |
| 2017    | Formuła 1                               | Haas F1 Team             | 20      | 0  | 0          | 0      | 0  | 28     | 13        |
| 2018    | Formuła 1                               | Haas F1 Team             | 21      | 0  | 0          | 0      | 0  | 37     | 14        |
| 2019    | Formuła 1                               | Rich Energy Haas F1 Team | 18      | 0  | 0          | 0      | 0  | 8      | 18        |
| 2020    | Formuła 1                               | Haas F1 Team             | 17      | 0  | 0          | 0      | 0  | 2      | 19        |
| 2021    | IndyCar Series                          | Dale Coyne Racing        | 13      | 1  | 0          | 3      | 1  | 272    | 15        |
| 2021-22 | Trophée Andros – klasa Elite Pro        | DA Racing                | 4       | 0  | 0          | 0      | 0  | 174    | 14        |
| 2022    | IndyCar Series                          | Andretti Autosport       | 6       | 0  | 0          | 1      | 0  | 129*   | 15*       |
| 2023    | IndyCar Series                          | Andretti Autosport       |         |    |            |        |    |        |           |
| 2024    | IndyCar Series                          | Juncos Hollinger Racing  |         |    |            |        |    |        |           |

*sezon trwający